# Sistema Integrado de Cobros Electrónicos

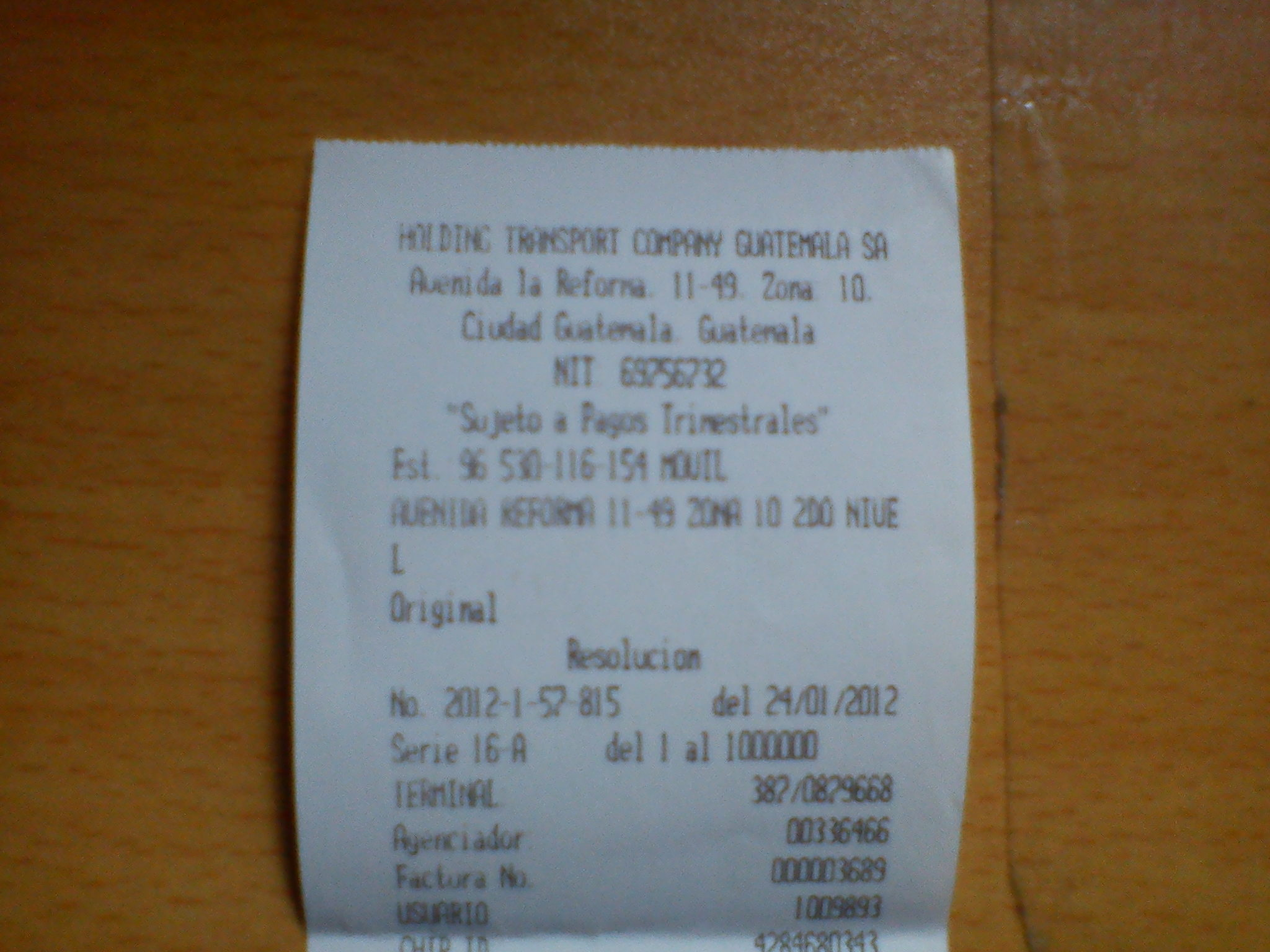
Factura emitida por SICE, en concepto de recarga electrónica

El Sistema Integrado de Cobros Electrónicos (SICE) es la empresa encargada de administrar la boletería del Sistema Integrado Guatemalteco de Autobuses de los sistemas Transurbano y Transmetro (Guatemala) de la Ciudad de Guatemala. Se encuentra en la Avenida Reforma, 11-49 Zona 10, Segundo Nivel.

## Historia
Debido a la creación del Transurbano por parte del Gobierno de la República y la Asociación de Empresarios de Autobuses Urbanos AEAU en 2009, cuyo propósito era eliminar el efectivo de las unidades del servicio de transporte urbano de pasajeros utilizando boletaje electrónico prepago, se necesitó de la creación de una empresa que se encargara de proveer a los usuarios los medios necesarios (tanto tarjetas electrónicas, como puntos de recarga), y a los autobuses, de sistemas electrónicos para procesar dichos pagos. El sistema prepago también se implementa en el Transmetro.

## Forma de Cobro
El cobro del pasaje se realiza a través de tarjetas RFID Prepago. En cada autobús (en el caso del Transurbano) o cada estación (en el caso del TransMetro), hay un validador, en el cual, al aproximar la tarjeta libera el molinete, descontando el valor del pasaje cada vez que se aproxima. 

## Tarjetas
Existen diversas tarjetas con las cuales el sistema realiza el cobro para diferenciar a los pasajeros, las cuales son:
| Tipo                          | Método de validación                                 | Tiempo de vigencia    | Edad del pasajero |
| ----------------------------- | ---------------------------------------------------- | --------------------- | ----------------- |
| Ciudadano                     | Acercamiento de tarjeta                              | No expira             | 8 - 65 años       |
| Estudiante                    | Acercamiento de tarjeta                              | Un año                | 8 - 25 años       |
| Infantil                      | Acercamiento de tarjeta - Autorización del conductor | Un año                | 0 - 6 años        |
| Dorada                        | Acercamiento de tarjeta - Autorización del conductor | Un año                | 65 años           |
| Preferencial                  | Acercamiento de tarjeta - Autorización del conductor | Un año                | 18 años           |
| Colaborador (Pilotos, Guías)  | Acercamiento de tarjeta - Autorización del sistema   | Tiempo de permanencia | 18 años           |
| Vendedor Ambulante (Miembros) | Acercamiento de tarjeta                              | Un año                | 18 años           |

## Tarifas
Luego de la reglamentación de las tarifas al transporte público en 1998 y los problemas que surgieron años después debido al alza en los combustibles, se decidió subsidiar el transporte. Por esta razón es que el valor del pasaje sigue siendo de Q.1.10 aunque con algunas variaciones.
| Tarjeta                        | Tarifa Diurna Lunes - Sábado (5:00 - 19:59) | Tarifa Diurna Domingo y feriados (5:00 - 19:59) | Tarifa Nocturna (20:00 - 4:59) |
| ------------------------------ | ------------------------------------------- | ----------------------------------------------- | ------------------------------ |
| Ciudadano, Estudiante          | Q.1.10                                      | Q.1.25                                          | Q.2.00                         |
| Infantil, Dorada, Preferencial | Gratuito                                    | Gratuito                                        | Gratuito                       |

### TarifasCentra Norte
| Tarjeta                        | Tarifa Diurna Lunes - Sábado (5:00 - 19:59) | Tarifa Diurna Domingo y feriados (5:00 - 19:59) | Tarifa Nocturna (20:00 - 4:59) |
| ------------------------------ | ------------------------------------------- | ----------------------------------------------- | ------------------------------ |
| Ciudadano, Estudiante          | Q.2.00                                      | Q.3.00                                          | Q.5.00                         |
| Infantil, Dorada, Preferencial | Gratuito                                    | Gratuito                                        | Gratuito                       |

## Equipo de Cobro
El equipo de cobro que utiliza el Sistema Integrado Guatemalteco de Autobuses fue diseñado, fabricado e instalado por la empresa brasileña de sistemas de recaudo electrónico Empresa1. Los distintos aparatos son:

### Validador para autobús y molinetes
Es el dispositivo que permite leer la tarjeta, por medio de ondas electromagnéticas a distancia (Contact Less) y que a su vez ordena al molinete liberarse.

### Grabadores de tarjeta
Dispositivo con el que se recarga la tarjeta. Modifica mediante ondas electromagnéticas los datos almacenados en la tarjeta. Se utiliza un grabador MCR - 20.

## Puntos de recarga y adquisición de la tarjeta SIGA

### Puntos de Recarga

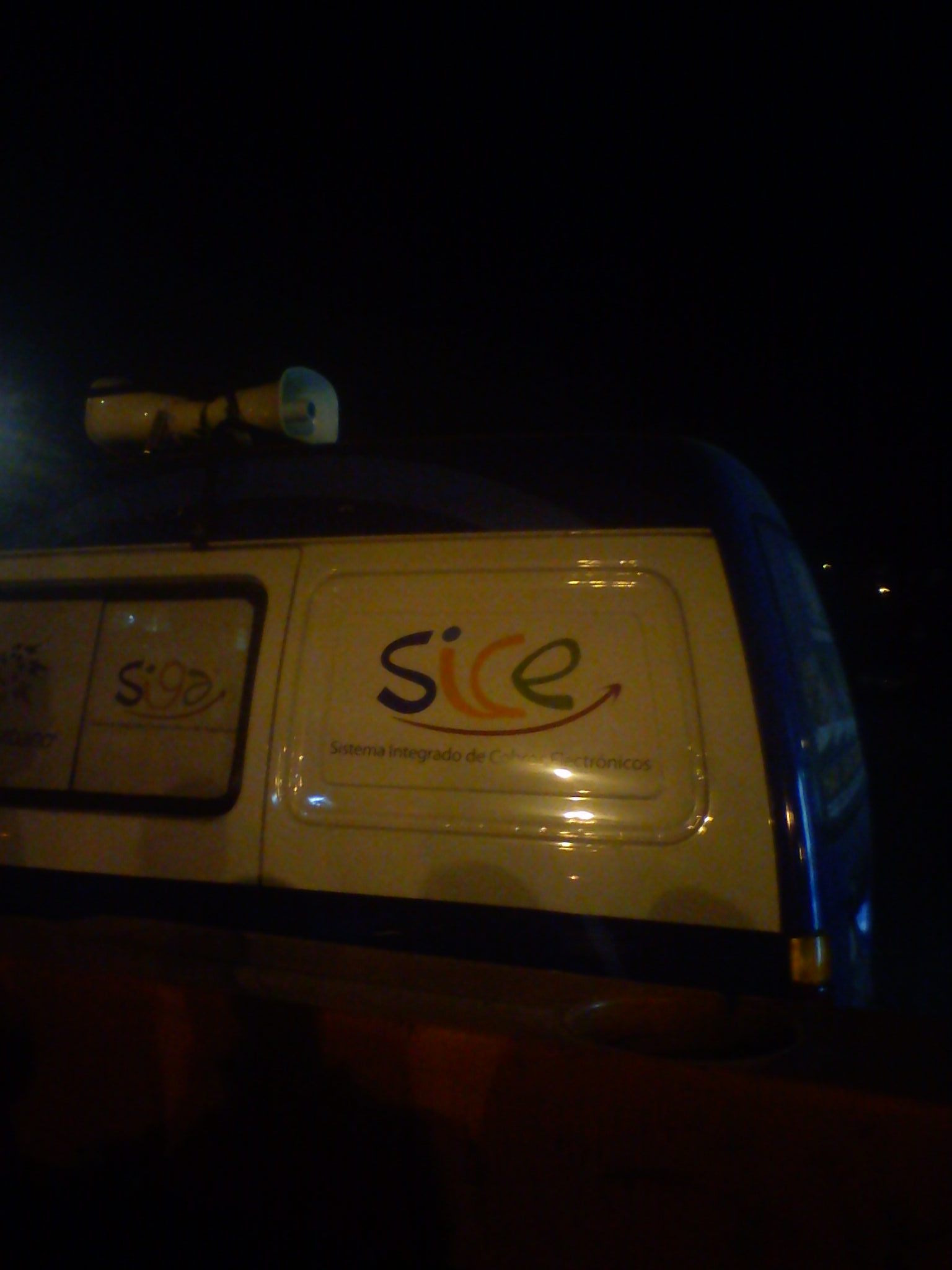
Unidad Móvil SICE

Los puntos de recarga se encuentran en tiendas, farmacias, tiendas de conveniencia, unidades móviles de SICE en puntos estratégicos de la ciudad, etc.
Además, en los Centros de Atención al Cliente Siga -CACS- Listados a continuación.
| Nombre                     | Dirección                                                                   | Horario                                                     |
| -------------------------- | --------------------------------------------------------------------------- | ----------------------------------------------------------- |
| CACS Central               | Av. Reforma 11-50 Zona 10                                                   | L-V 7:00 - 18:00, Sábado 7:00 - 17:00                       |
| Zona 21                    | Avenida Justo Rufino Barrios 3-65, local 15, zona 21                        | L-V 7:00 - 18:00, Sábado 7:00 - 17:00                       |
| Roosevelt                  | Calzada Roosevelt 24-58 Zona 7                                              | L-V 9:00 - 17:00, Sábado 9:00 - 13:00                       |
| Plaza Barrios              | 9a. Av 17-47 Zona 1                                                         | L-V 7:00 - 18:00, Sábado 7:00 - 17:00, Domingo 9:00 - 13:00 |
| Petapa                     | Ave. Petapa 45 calle 19-40, zona 12 Centro Comercial Gran Portal Petapa     | L-V 7:00 - 18:00, Sábado 7:00 - 17:00, Domingo 9:00 - 13:00 |
| Centra Sur                 | Estación Transmetro Cenma, 2a. Avenida Final 23 calle zona 12 Villa Lobos 1 | L-V 7:00 - 18:00, Sábado 7:00 - 17:00, Domingo 9:00 - 13:00 |
| Estación Transmetro Trébol | Estación Transmetro Trébol, zona 8                                          | L-V 7:00 - 18:00, Sábado 7:00 - 17:00                       |
| Universidad                | Avenida Petapa 33-77 zona 12 Centro Comercial Petapa Express, local 10      | L-V 7:00 - 18:00, Sábado 7:00 - 17:00, Domingo 9:00 - 13:00 |
| Metaterminal del Norte     | 11 Ave. 4-78, zona 18, Col. Atlántida, local 10                             | L-V 7:00 - 18:00, Sábado 7:00 - 17:00, Domingo 9:00 - 13:00 |
| Plaza Médica del Norte     | Km 7.5 Carr. al Atlántico, Plaza Médica Local 20                            | L-V 7:00 - 18:00, Sábado 7:00 - 12:00                       |
| Shell Metronorte           | Km 5 Carr. al Atlántico, Gasolinera Shell Atlántida                         | L-V 7:00 - 18:00, Sábado 7:00 - 12:00                       |